# Steven Emerson

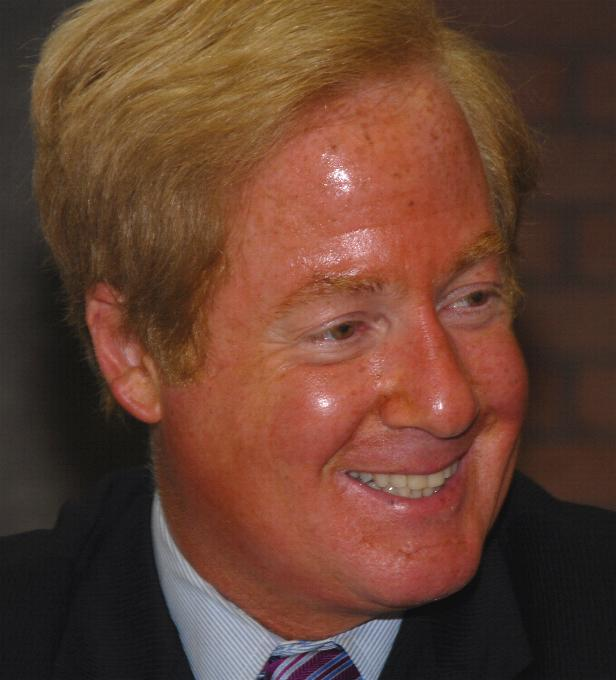
Steven Emerson

Steven Emerson (* 6. Juni 1954) ist ein US-amerikanischer Buchautor und Journalist, dessen Hauptthemen in den Bereichen Äußere Sicherheit, Terrorismus und islamischer Extremismus liegen. Er ist Geschäftsführer des Projekts The Investigative Project, welches Informationen über islamistische Gruppen zusammenträgt. Er wurde bekannt durch die Veröffentlichung mehrerer Bücher aus den gleichen Themengebieten.

## Kontroverse Aussagen

### Terroranschlag auf den Boston Marathon
Am 17. April 2013 behauptete Emerson bei einem Interview mit Sean Hannity (Fox News), dass er von einem Mitarbeiter des United States Immigration and Customs Enforcement (ICE) darüber informiert worden sei, dass ein Saudi hinter dem Terroranschlag auf den Boston Marathon stecken würde. Die US-Regierung lasse diese Sache jedoch unter den Tisch fallen, um Saudi-Arabien nicht zu verärgern. Die US-Innenministerin Janet Napolitano, der das ICE untersteht, bezeichnete die Äußerungen Emersons als falsch. Später stellte sich heraus, dass die Täter tschetschenisch-awarischer Herkunft waren.

### Charlie Hebdo
Bei Fox News Channel behauptete Emerson im Zusammenhang mit den Anschlägen auf Charlie Hebdo, dass „Birmingham eine total muslimische Stadt [sei], in die Nichtmuslime sich nicht hineintrauen“. Weiter behauptete er, dass in London eine „religiöse Polizei alle verprügelt, die sich nicht muslimisch kleiden“. Diese Aussagen führten zu Spott in den sozialen Netzwerken, in Birmingham leben ca. 80 % Nichtmuslime. Der im Jahre 2015 amtierende Premierminister von Großbritannien, David Cameron, bezeichnete daraufhin Emerson als „totalen Idioten“ (complete idiot).

## Veröffentlichungen

### Bücher
- 1985: The American House of Saud: The Secret Petrodollar Connection, Franklin Watts, ISBN 0-531-09778-1 (englisch)
- 1988: Secret Warriors: Inside the Covert Military Operations of the Reagan Era, Putnam, ISBN 0-399-13360-7 (englisch)
- 1990: with Duffy B., The Fall of Pan Am 103: Inside the Lockerbie Investigation, Putnam, ISBN 0-399-13521-9 (englisch)
- 1991: Terrorist: The Inside Story of the Highest-Ranking Iraqi Terrorist Ever to Defect to the West, Random House; Villard paperback edition, ISBN 0-679-73701-4 (englisch)
- 1995: The worldwide Jihad movement: Militant Islam targets the West (Policy forum),  Institute of the World Jewish Congress (englisch)
- 2002: American Jihad: The Terrorists Living Among Us, Free Press; 2003 paperback edition, ISBN 0-7432-3435-9 (englisch)
- 2006: Jihad Incorporated: A Guide to Militant Islam in the US, Prometheus Books, ISBN 1-59102-453-6 (englisch)

### Filmografie
- 1990: Booknotes
- 2004: FahrenHYPE 9/11
- 2005: The O’Reilly Factor
- 2005: Obsession: Radical Islam’s War Against the West